# شاهزاده هیگاشی فوشیمی یوریهیتو
شاهزاده هیگاشی فوشیمی یوریهیتو (به ژاپنی: 東伏見宮依仁親王, Higashifushimi-no-miya Yorihito-Shinnō)؛ ۱۹ سپتامبر ۱۸۶۷ – ۲۷ ژوئن ۱۹۲۲) فرد نظامی از دودمان یاماتو اهل ژاپن بود.
وی همچنین برندهٔ جوایزی همچون نشان بادبادک طلایی شده است.